# Хималайски улар
Хималайският улар (Tetraogallus himalayensis) е вид птица от семейство Фазанови (Phasianidae).

## Разпространение и местообитание
Разпространен е в Афганистан, Индия, Казахстан, Киргизстан, Китай, Непал, Пакистан, Таджикистан, Туркменистан и Узбекистан.